# Yardville-Groveville
Yardville-Groveville és una concentració de població designada pel cens dels Estats Units a l'estat de Nova Jersey. Segons el cens del 2000 tenia 9.208 habitants.

## Demografia
Segons el cens del 2000, Yardville-Groveville tenia 9.208 habitants, 3.438 habitatges, i 2.619 famílies. La densitat de població era de 1.033,5 habitants per km².
Dels 3.438 habitatges en un 33,4% hi vivien nens de menys de 18 anys, en un 63,6% hi vivien parelles casades, en un 9,1% dones solteres, i en un 23,8% no eren unitats familiars. En el 19,2% dels habitatges hi vivien persones soles el 8,8% de les quals corresponia a persones de 65 anys o més que vivien soles. El nombre mitjà de persones vivint en cada habitatge era de 2,68 i el nombre mitjà de persones que vivien en cada família era de 3,09.
Per edats la població es repartia de la següent manera: un 23,7% tenia menys de 18 anys, un 6,5% entre 18 i 24, un 31,2% entre 25 i 44, un 24,4% de 45 a 60 i un 14,2% 65 anys o més.
L'edat mediana era de 39 anys. Per cada 100 dones de 18 o més anys hi havia 91,8 homes.
La renda mediana per habitatge era de 60.893 $ i la renda mediana per família de 68.171 $. Els homes tenien una renda mediana de 46.897 $ mentre que les dones 34.236 $. La renda per capita de la població era de 25.391 $. Aproximadament el 0,2% de les famílies i l'1,4% de la població estaven per davall del llindar de pobresa.

## Poblacions més properes
El següent diagrama mostra les poblacions més properes.